# Creighton W. Abrams

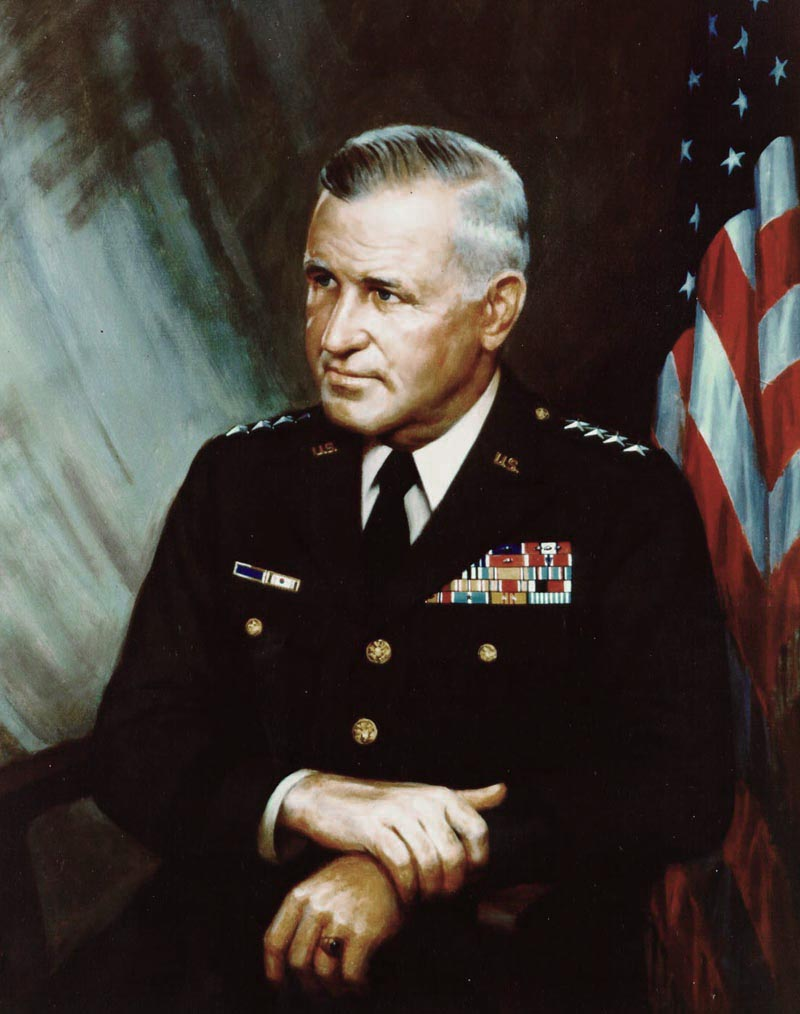
General Abrams (1965)

Creighton Williams Abrams junior (* 15. September 1914 in Springfield, Massachusetts; † 4. September 1974 in Washington, D.C.) war ein General der US Army, Kommandierender General des Military Assistance Command, Vietnam, und damit Oberbefehlshaber der US-Truppen im Vietnamkrieg zwischen 1968 und 1972. In dieser Zeit wurde die US-Truppenstärke in Vietnam von 530.000 auf 30.000 reduziert. Von 1972 bis zu seinem Tod 1974 war er der 26. Chief of Staff of the Army. Von 1975 bis 1996 wurde das I.G.-Farben-Haus in Frankfurt am Main mit dem Hauptquartier des V. US-Korps als General Creighton W. Abrams Building bezeichnet. Nach ihm wurde der Kampfpanzer der US Army M1 Abrams benannt.

## Persönliches Leben
Abrams war seit 1936 mit der Kanadierin Julia Bertha Abrams (1915–2003) verheiratet. Julia Abrams gründete die Armygruppe der Arlington Ladies. Sie hatten drei Töchter und drei Söhne. Die Söhne wurden alle Offiziere der US Army und die Töchter heirateten alle Offiziere der US Army. Einer dieser Söhne war John N. Abrams (1946–2018), der ebenfalls das V. Corps kommandierte und als Viersterne-General Oberbefehlshaber des United States Army Training and Doctrine Command war. Ein anderer Sohn war der im Jahr 1960 geborene Robert B. Abrams, der ebenfalls zum Vier-Sterne-General im US-Heer aufstieg.
Während seiner Dienstzeit in Vietnam konvertierte er zum Katholizismus. Er war vorher Methodist.
Creighton Williams Abrams Jr. liegt neben seiner Frau auf dem Nationalfriedhof Arlington begraben. Er starb am 4. September 1974 an Lungenkrebs in Washington, D.C. Er war der erste CSA, der im Amt starb.

## Militärische Laufbahn
Abrams graduierte 1936 an der US Military Academy in West Point und diente danach von 1936 bis 1940 in der 1. US-Kavalleriedivision. 1939 wurde er zum First Lieutenant und 1940 vorläufig zum Captain befördert.
In der frühen Phase der neuen Waffengattung der Panzertruppe wurde er Panzeroffizier und kommandierte 1940 eine Panzerkompanie der 1. US-Panzerdivision.

### Zweiter Weltkrieg
Während des Zweiten Weltkriegs diente Abrams vom Juni 1941 bis zum Juni 1942 in der 4. US-Panzerdivision als Regiments-Adjutant. Von Juli 1942 bis März 1943 war er Bataillonskommandeur und von März 1943 bis September 1943 Erster Offizier (XO) des 37. US-Panzerregiments.
Dann wurde die Division reorganisiert und ein neues Bataillon, das 37. US-Panzerbataillon, geschaffen, das er bis März 1945 kommandierte. Nachdem er im März 1943 vorläufig zum Major und im September 1943 zum Lieutenant Colonel befördert wurde, kommandierte er nach 1945 das Kampfkommando B der Division.
Während dieser Zeit war seine Einheit als Speerspitze der 4. US-Panzerdivision bzw. der 3. US-Armee eingesetzt. Für seine Handlungen als Kommandeur im Kampf gegen die Wehrmacht wurde er am 9. September und am 26. Dezember 1944 mit dem Distinguished Service Cross ausgezeichnet.
Abrams wurde als aggressiver und erfolgreicher Panzerkommandeur bekannt. General Patton sagte über ihn: I’m supposed to be the best tank commander in the Army, but I have one peer: Abe Abrams. (dt. „Man sagt ich sei der beste Panzerkommandeur der US Army, ich habe jedoch einen Ebenbürtigen: Abe Abrams.“). Abrams war einer der Kommandeure, die während der Ardennenoffensive die 101. US-Luftlandedivision in Bastogne aus der Einkesselung der Wehrmacht befreiten.

### Zwischenkriegsjahre
Nach dem Krieg diente er bis 1946 im Generalstab der US Army, von 1946 bis 1948 als Direktor des Departments für Taktik an der Panzerschule in Fort Knox und graduierte 1949 am Command and General Staff College in Fort Leavenworth. 1945 wurde er vorläufig zum Colonel befördert, jedoch aufgrund der Demobilisierung nach dem Krieg wieder in den Rang eines Lieutenant Colonel zurückgestuft.
Er kommandierte von 1949 bis 1951 das 63. US-Panzerbataillon der 1. US-Infanteriedivision in Europa. Er wurde abermals zum Colonel befördert und übernahm das Kommando über das 2. gepanzerte Kavallerieregiment von 1951 bis 1952. Diese Einheiten waren für den Fall einer Invasion Westeuropas durch die Sowjetunion im Laufe des Kalten Krieges zur Verteidigung vorgesehen. 1953 absolvierte er das Army War College.

### Koreakrieg
Wegen seines Dienstes in Europa und seiner Ausbildung am Army War College nahm er erst spät am Koreakrieg teil. Von 1953 bis 1954 diente er als Stabschef des I., IX. und X. Korps.

### Stabsverwendungen
Nach dem Koreakrieg diente Abrams von 1954 bis 1956 als Stabschef des Panzerzentrums in Fort Knox. Zum Brigadier General befördert, übernahm er 1956 den Posten als stellvertretender Stabschef für Reservistenangelegenheiten im Verteidigungsministerium der Vereinigten Staaten, den er bis 1959 behielt. Von 1959 bis 1960 war er Divisionskommandeur der 3. US-Panzerdivision und danach bis 1962 Kommandeur der Division, nachdem er zum Major General befördert worden war.
1962 wurde er ins Pentagon versetzt, um als stellvertretender Stabschef für Operationen zu dienen. Danach wurde er zum Lieutenant General befördert und übernahm 1963 das Kommando über das V. US-Korps in Europa.

### Vietnamkrieg
1964 wurde er zum General befördert und zum stellvertretenden Stabschef der US Army ernannt. Als der Vietnamkrieg eskalierte, wurde er im Mai 1967 zum Stellvertreter General Westmorelands eingesetzt, der das Kommando über das Military Assistance Command, Vietnam und damit den Oberbefehl über alle US-Truppen in Vietnam innehatte.
Am 10. Juni 1968 folgte er Westmoreland als Kommandeur nach. Seine Zeit als Kommandeur war im Gegensatz zu seinen Vorgängern, die dazu neigten, Pressekonferenzen zu geben, jedoch nicht geprägt durch den öffentlichen Optimismus.
Nachdem Richard Nixon zum US-Präsident gewählt worden war, setzte Abrams die Nixon-Doktrin um. Diese Doktrin, die auch als „Vietnamisierung“ des Krieges bezeichnet wird, bedeutete die Reduzierung der US-Truppen in Vietnam und die Übernahme der Hauptkriegslast durch die ARVN.
Dienten unter Abrams im Dezember 1968 noch 530.000 Soldaten in Vietnam, so waren es im Dezember 1971 nur noch 140.000 und Ende 1972 nur noch 30.000.

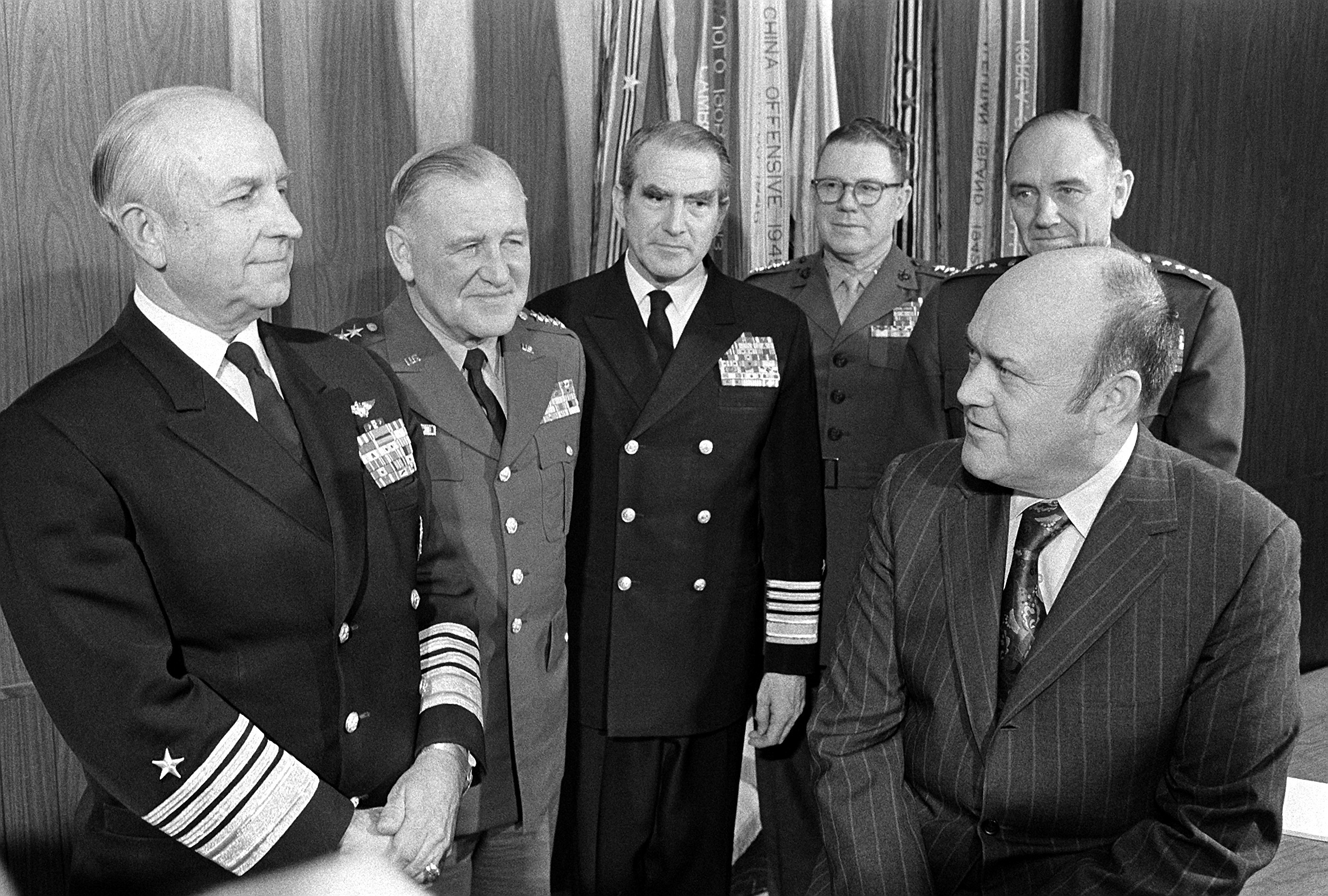
Abrams (2. v. l.) mit den Joint Chiefs of Staff: Moorer, Zumwalt, Cushman, Ryan und US-Verteidigungsminister Laird, 1973.

Im Juni 1972 wurde Abrams als 26. Chief of Staff of the Army (CSA) nominiert, jedoch erst im Oktober vom US-Senat bestätigt. Diese Verzögerung entstand wegen des politischen Nachspiels wegen des Ungehorsams eines seiner untergebenen Kommandeure. Er verblieb auf diesem Posten bis zu seinem Tod. Während seiner Dienstzeit als CSA begann er die Transformation der US Army hin zu einer Berufsarmee.

## Auszeichnungen
Auswahl der Dekorationen, sortiert in Anlehnung der Order of Precedence of the Military Awards:
- Distinguished Service Cross (2 ×)
- Defense Distinguished Service Medal (2 ×)
- Army Distinguished Service Medal (4 ×)
- Air Force Distinguished Service Medal
- Silver Star (2 ×)
- Legion of Merit (2 ×)
- Bronze Star